# Toluca de Lerdo
Toluca de Lerdo (kortform Toluca) är en stad och kommun i centrala Mexiko och är administrativ huvudort för delstaten Mexiko. Staden är det enda större centrumet i delstaten utanför Mexico Citys storstadsområde och är belägen i Tolucadalen, cirka 50 kilometer väster om Mexico City. Toluca grundades 19 maj 1522 och ligger 2 667 meter över havet. Den är en industristad med bilindustri och kemisk industri, och även jordbruksproduktionen är stor. Staden strax norr om Nevado de Toluca, som är en slocknad vulkan, och området är känt för att ha ett svalt klimat. En sevärdhet i Toluca är dess gamla marknad som är ombyggd till botanisk trädgård, och går under namnet Cosmovitral på grund av de mycket utsmyckade och infattade glasfönstren.

## Stad och storstadsområde
Staden har 509 560 invånare (2009), med totalt 815 068 invånare i hela kommunen på en yta av 452,37 km².
Storstadsområdet, Zona Metropolitana de Toluca, har totalt 1 775 337 invånare (2009) på en yta av 2 038,34 km². Det är det femte största storstadsområdet i Mexiko. Området består av kommunerna Toluca, Almoloya de Juárez, Calimaya, Chapultepec, Lerma, Metepec, Mexicaltzingo, Ocoyoacac, Otzolotepec, Rayón, San Antonio la Isla, San Mateo Atenco, Xonacatlán och Zinacantepec.